# Dentocreagris vietnamensis
Dentocreagris vietnamensis är en spindeldjursart som beskrevs av Selvin Dashdamirov 1997. Dentocreagris vietnamensis ingår i släktet Dentocreagris och familjen helplåtklokrypare. Inga underarter finns listade i Catalogue of Life.